# 우크랍토
우크랍토(우크라이나어: Укравто) 또는 우크라이나 자동차 회사(우크라이나어: Українська Автомобільна Корпорація)는 우크라이나의 자동차 제조사이다. 